# Forêt de Haute-Sève
La Forêt de Haute-Sève (ou Forêt de Saint-Aubin-du-Cormier ou Forêt domaniale de Saint-Aubin-du-Cormier) est une forêt française située sur les communes de Saint-Aubin-du-Cormier et de Mézières-sur-Couesnon dans le département d'Ille-et-Vilaine, en Bretagne. Elle a une surface de 843 ha et est gérée par l'Office national des forêts (ONF).

## Géographie
La forêt domaniale, longue de 6 kilomètres et large de 1,5 kilomètre est divisée en trois cantons : La Rencontre, Le Rocher-du-Parc et Les Jubeauderies. Elle comprend trois routes forestières : la route forestière de Moroval à Saint-Fiacre, la route forestière du Rocher-Guichon et la route forestière de Charrière-Fleurie ainsi que deux maisons forestières : le Rocher-du-Parc et les Jubeauderies.

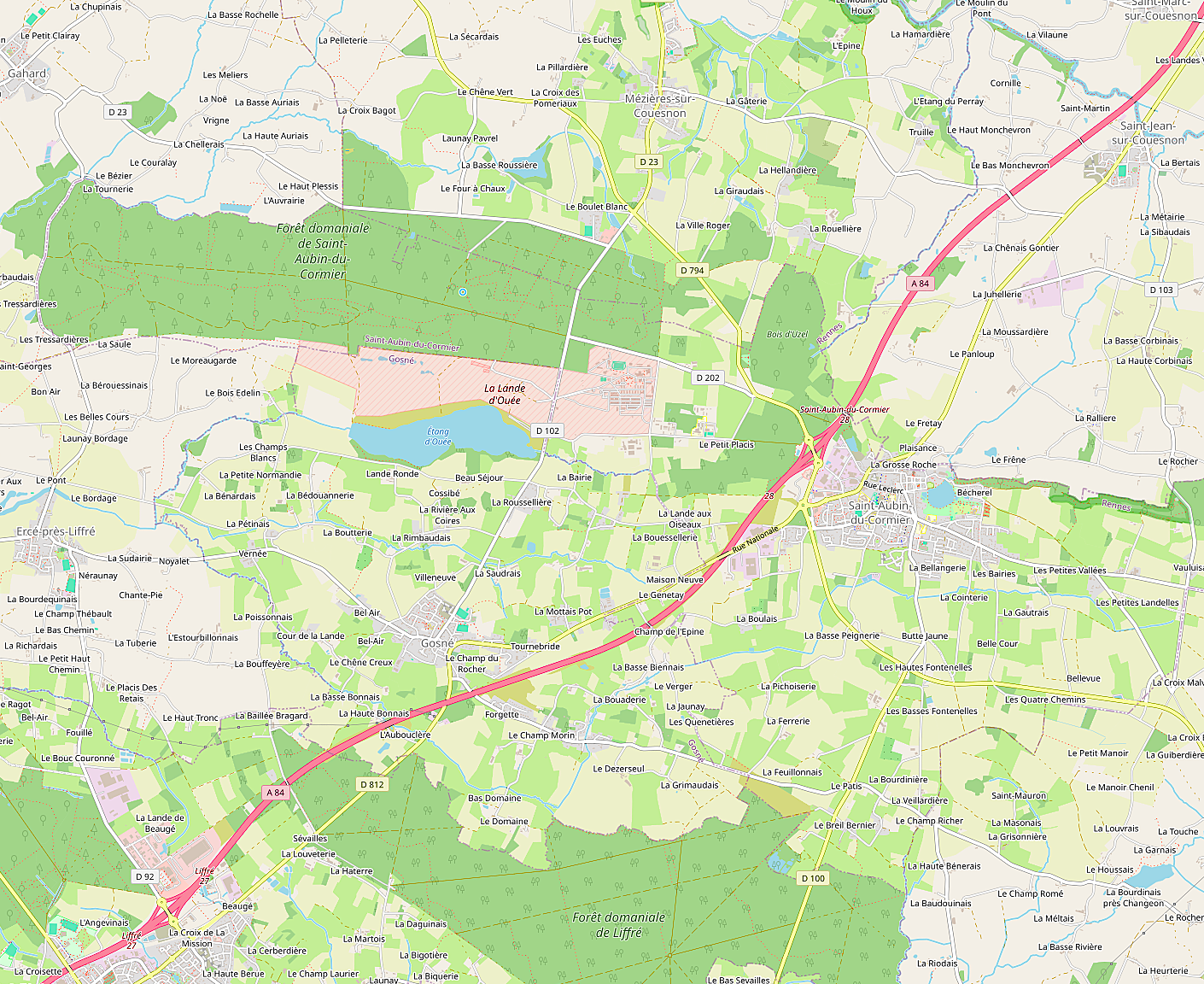
Carte de Saint-Aubin-du-Cormier, du camp de la Lande d'Ouée et de la forêt de Haute-Sève (Openstreetmap).

## Patrimoine naturel
La forêt de Haute Sève constitue avec l'étang d'Ouée tout proche ainsi qu'avec les forêts de Rennes, Liffré et de Chevré un ensemble naturel protégé au titre du classement Natura 2000.
On y rencontre plusieurs fontaines dont la fontaine minérale d’où coule une eau ferrugineuse.

## Lieux et monuments
La forêt abrite un ensemble de menhirs situés au sud du chemin central, dans les coupes 48 à 54. Cinq d'entre eux sont classés monuments historiques. On trouve également dans la forêt les vestiges d'un probable alignement mégalithique.
L'occupation gallo-romaine du site est avérée par la découverte du site artisanal de la Tournerie et par la présence d'un probable itinéraire antique en bordure est du massif.
Vers le XVIIIe siècle av. J.-C., les bois furent peuplés de bûcherons, charbonniers, sabotiers et forgerons. Depuis l'époque contemporaine, la forêt est traversée par la conduite d’adduction d'eau de la ville de Rennes.
Le lieu-dit "La Rencontre" évoque le site de la Bataille de Saint-Aubin-du-Cormier (1488).

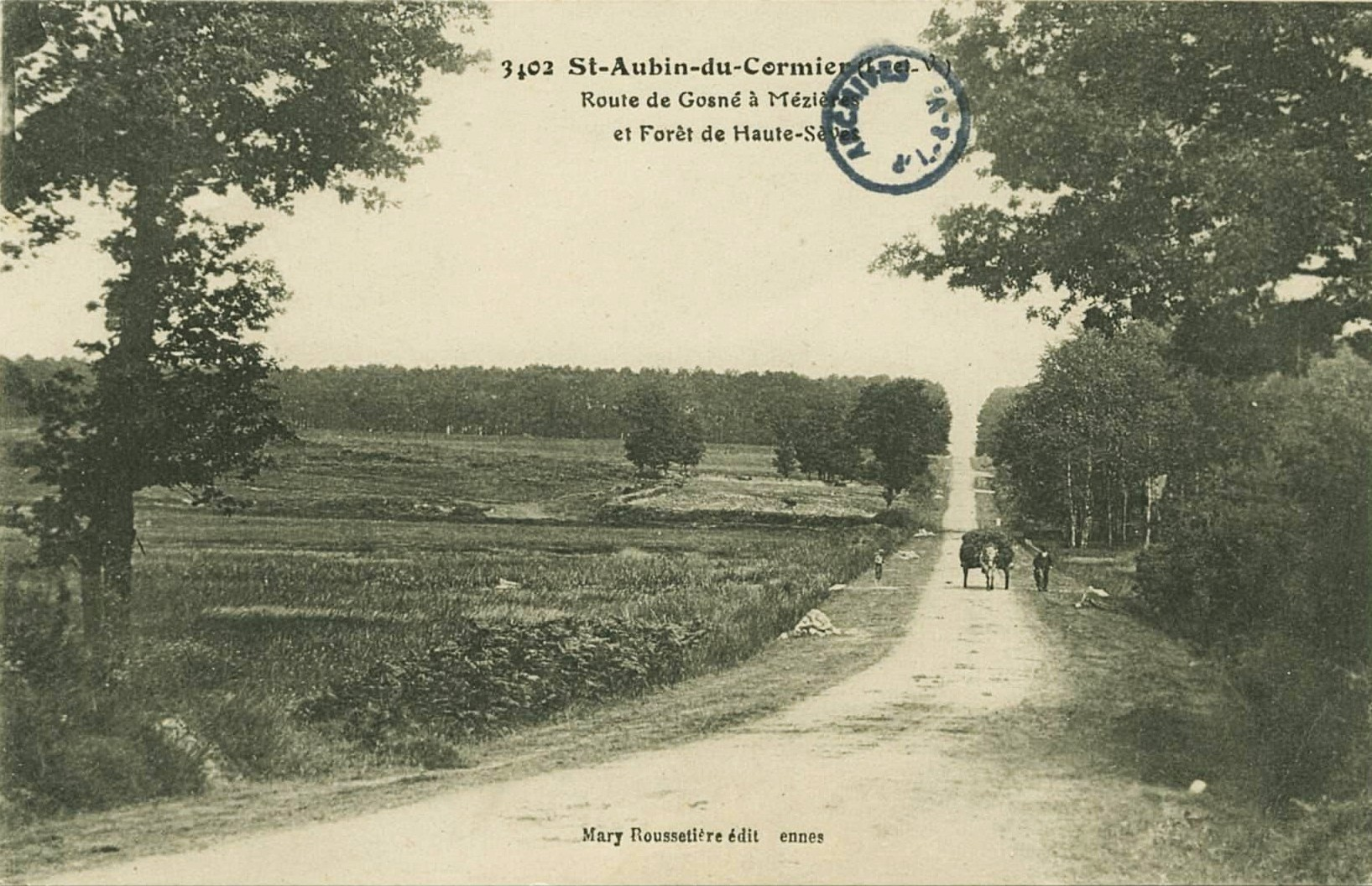
Forêt de Haute-Sève ː la route de Gosné à Mézières-sur-Couesnon [actuelle D102] au début du XXe siècle (carte postale).
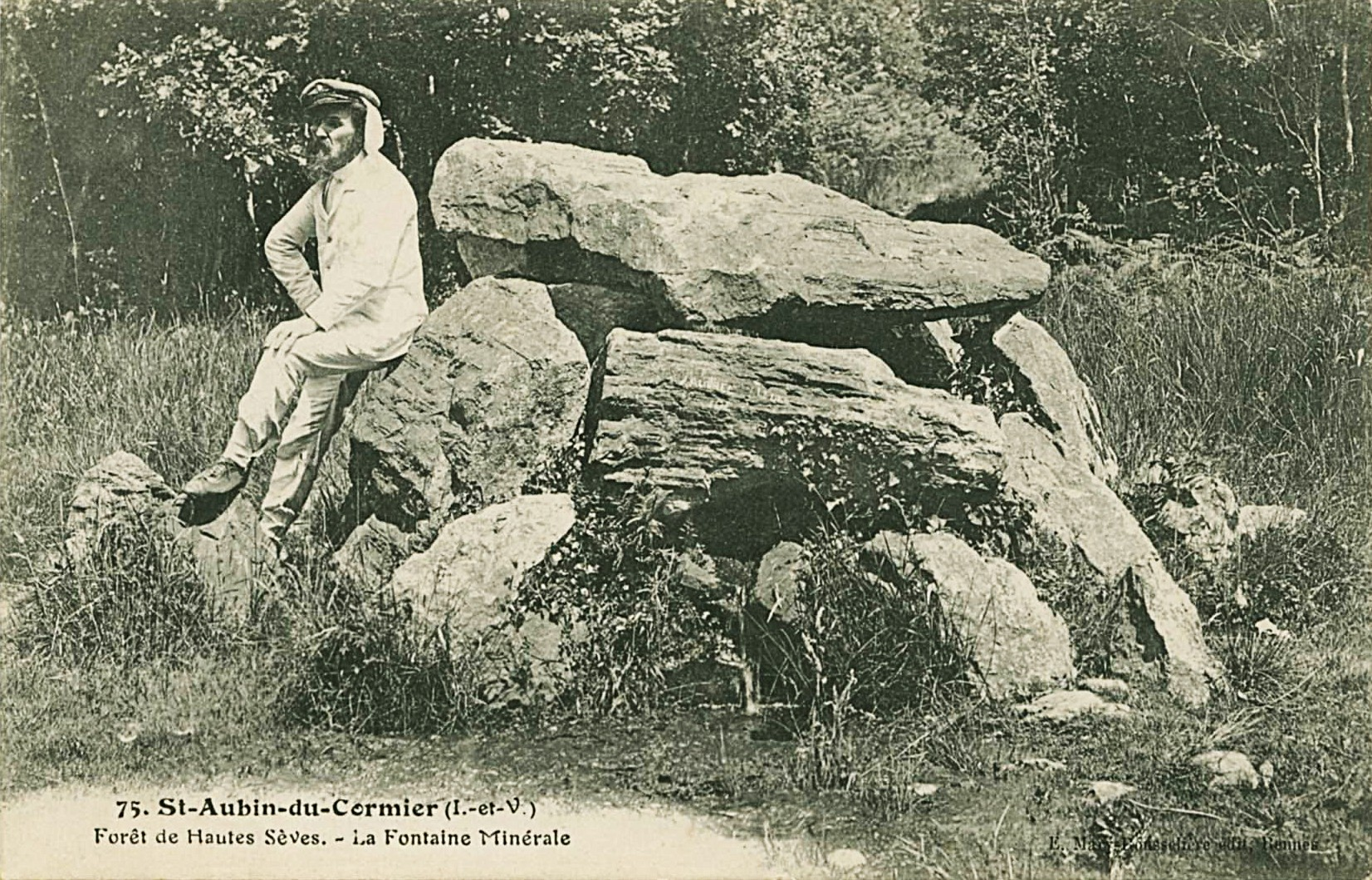
La "fontaine minérale" du Rocher du Parc en forêt de Haute-Sève au début du XXe siècle (carte postale).

## La forêt de Haute Sève dans la littérature
Roger Vercel a décrit la forêt de Haute Sève "célèbre par ses beaux chênes, ses collines rocheuses et ses menhirs".
De son côté, Paul Féval y a vu "les cabanes fumeuses où le maillet fait un tapage éternel".